# Re:Zero (1.ª temporada)
Re:Zero Kara Hajimeru Isekai Seikatsu, é uma adaptação de uma série de Light Novels para anime, escrita por Tappei Nagatsuki e ilustrada por Shinichirou Otsuka. A série de 25 episódios foi ao ar entre 4 de abril de 2016 e 19 de setembro de 2016, com o primeiro episódio prolongado de 50 minutos. Foi transmitida pela TV Tóquio, TV Osaka, TV Aichi e AT-X . é disponibilizada internacionalmente pelaCrunchyroll. A primeira música tema de abertura, foi "Redo", cantada por Konomi Suzuki, e o primeiro encerramento foi "STYX HELIX"; para o episódio 7, a música tema foi "STRAIGHT BET", ambas cantadas por MYTH & ROID. A segunda música tema de abertura, intitulada "Paradisus-Paradoxum", é tocada por MYTH & ROID, enquanto a segunda música tema de encerramento, "Stay Alive", é tocada por Rie Takahashi ; para o episódio 14, foi "teatro D", cantado por MYTH & ROID. A adaptação para anime de Re:Zero foi produzida no estúdio White Fox, conhecido por trazer à vida mundos fantásticos com uma animação rica em detalhes. A atenção aos detalhes visuais e a fidelidade à narrativa da história original contribuíram para o sucesso da primeira temporada.
Sinopse: Re:Zero conta a história de Subaru Natsuki, um NEET que não faz nada além de jogar. Quando ele e "Satella" são misteriosamente mortos, Subaru acorda e descobre que adquiriu uma habilidade que chama de "Retorno pela Morte", permitindo-lhe reverter o tempo ao morrer. Ao explorar esse novo mundo, Subaru envolve-se em intrigas políticas e consequentes perigos mortais, mas também forma laços profundos com várias heroínas. A cada morte, esta personagem é forçado a reviver eventos passados e fazer escolhas difíceis, enfrentando desafios físicos e emocionais, enquanto luta para proteger aqueles que ama.

## Lista de episódios
| Número | Episódio | Título | Dirigido por                    | Escrito por       | Exibição original    |
| --- | -------- | --- | ------------------------------- | ----------------- | -------------------- |
| 1 | 1        | "O Fim do Começo e o Começo do Fim" Transcrição: " Hajimari no Owari to Owari no Hajimari " ( japonês : 始まりの終わりと終わりの始まり )                 | Masaharu Watanabe               | Masahiro Yokotani | 4 de abril de 2016   |
| A caminho de casa vindo de uma loja de conveniência, Subaru se encontra em outro mundo em um mercado. Ele conversa com um vendedor de frutas e é atacado por três bandidos em um beco. Subaru é salvo por uma garota meio-elfa que, após saber que Subaru não está familiarizado com a história, geografia e língua local, se apresenta como Satella, e seu companheiro, Puck; e ele decide retribuir o favor, recuperando a insígnia dela que foi roubada por Felt. Subaru e Satella viajam para a casa de saque onde Felt iria vender a insígnia apenas para encontrá-la morta, e logo após entrar na casa eles também são mortos. A habilidade especial de Subaru 'Return by Death' é ativada e ele se encontra redefinido no momento em que estava falando com o vendedor. Sem saber de seu poder e ressurreição, Subaru decide voltar para a casa de saque. Desta vez, ele encontra Felt e Rom, e negocia com eles pela insígnia. Elsa, a pessoa que matou Subaru na primeira linha do tempo, chega e Subaru oferece seu telefone celular cujo recurso de câmera é considerado mais valioso do que o dinheiro que Elsa tem, então Felt e Rom aceitam sua oferta. No entanto, Elsa mata todos novamente depois que Subaru declara sua intenção de devolver a insígnia ao seu dono original. Subaru então reaparece. Desta vez, ele cumprimenta Satella, mas ela fica imediatamente ofendida porque "Satella" é o nome da "Bruxa da Inveja", que é um tabu neste reino. |          | |                                 |                   |                      |
| 2 | 2        | "Reunião com a Bruxa" Transcrição: " Saikai no Majo " ( japonês : 再会の魔女 )                                                                           | Masahiro Shinohara              | Masahiro Yokotani | 11 de abril de 2016  |
| Aparentemente irritada por ser chamada pelo nome de "Bruxa Ciumenta", "Satella" sai. Subaru tenta evitar que a insígnia seja roubada, mas falha e é morto novamente pelos bandidos no beco enquanto perseguia Felt. Após respawnar, desta vez Subaru muda sua abordagem ao não encontrar "Satella" e ao invés disso, tenta comprar a insígnia de Felt antes que Elsa pudesse negociar. No beco, ele é salvo dos bandidos por Reinhard, e Subaru pede a ele para dizer a "Satella" para não ir à casa de saque. Enquanto Subaru se dirige para a casa de saque, ele encontra Elsa, que nota seu comportamento incomum. Mais tarde, Subaru vê Felt e diz a ela o que Rom disse que o telefone valia na linha do tempo anterior. Rom avalia o telefone e confirma seu valor, mas Felt se recusa a lhe vender a insígnia sem primeiro ouvir a oferta de Elsa devido ao comportamento suspeito de Subaru. Alguém bate na porta e Subaru está preocupado que seja Elsa, mas ele fica surpreso ao ver "Satella", a quem ele pensou que lhe foi dito para não entrar em casa. |          | |                                 |                   |                      |
| 3 | 3        | "Começando a Vida do Zero em Outro Mundo" Transcrição: " Zero Kara Hajimaru Isekai Seikatsu " ( japonês : ゼロから始まる異世界生活 )                     | Kazuomi Koga                    | Masahiro Yokotani | 16 de abril de 2016  |
| Pouco depois de "Satella" chegar, Elsa aparece e começa a atacar. "Satella" e Puck ganham vantagem com seu trabalho em equipe de combinação de gelo e magia, mas Puck é forçado a retornar ao seu recipiente de cristal de mana, pois perde sua habilidade de se manifestar no mundo físico à noite. Felt é obrigado a fugir de casa, Rom é gravemente ferido e "Satella" fica exausta enquanto luta contra Elsa. Reinhard então chega e Elsa se apresenta como uma caçadora de intestinos. "Satella" cura as feridas de Rom enquanto Reinhard mantém Elsa distraída, então Reinhard usa uma técnica de espada van Astrea para derrotar Elsa. No entanto, Elsa sobrevive e ataca "Satella", mas Subaru a intercepta com o clube de Rom, levando assim o golpe para "Satella". A pedido de Subaru, ela revela que seu nome verdadeiro é Emilia, mas ele então desmaia, percebendo que foi cortado por Elsa, que foge. Felt devolve a insígnia a Emilia em agradecimento. Reinhard inicialmente pretendia deixar Felt ir, mas depois de ver a insígnia brilhando em sua mão, ele muda de ideia e leva Felt com ele, alegando que ele não pode ignorar o crime dela de roubar a insígnia, apesar de estar de folga. Ele também avisa Emilia que a vida tranquila logo chegará ao fim e que ela pode ser convocada em breve. |          | |                                 |                   |                      |
| 4 | 4        | "A Família Feliz da Mansão Roswaal" Transcrição: " Rozuwāru-tei no Danran " ( japonês : ロズワール邸の団欒 )                                             | Yoshinobu Tokumoto              | Masahiro Yokotani | 25 de abril de 2016  |
| Subaru acorda na mansão de Roswaal totalmente curado, percebendo que Emilia salvou sua vida. Ele encontra Beatrice na biblioteca depois de vagar pelos corredores, mas Beatrice drena seu mana fazendo-o cair inconsciente. Ele então acorda em seu quarto novamente com os gêmeos Ram e Rem no quarto. Ele se reúne com Emilia e Puck, e então encontra Roswaal, que diz a ele que Emilia precisa da insígnia para ser qualificada como candidata do próximo monarca na próxima eleição real. Como recompensa, Subaru pede para trabalhar na mansão como mordomo. Trabalhando ao lado de Ram e Rem, Subaru luta com todas as suas obrigações durante os primeiros dias no trabalho. Ele visita uma aldeia com eles para comprar suprimentos onde brinca com algumas crianças e um cachorrinho que o morde na mão. Naquela noite, Subaru pede a Emilia para ir a um encontro no dia seguinte para a aldeia que ele visitou no início do dia e ela concorda. No entanto, quando Subaru acorda na manhã seguinte, ele se encontra de volta no momento em que acordou com Ram e Rem no quarto com a mão curada, percebendo que ele deve ter morrido durante aquela noite. |          | |                                 |                   |                      |
| 5 | 5        | "A Manhã da Nossa Promessa Ainda Está Longe" Transcrição: " Yakusoku Shita Asa wa Tōku " ( japonês : 約束した朝は遠く )                                  | Daisuke Takashima               | Masahiro Yokotani | 2 de maio de 2016    |
| Subaru é reintroduzido a Rem e Ram. Para descobrir como ele morreu, Subaru tenta recriar a linha do tempo tentando acionar eventos que aconteceram na linha do tempo anterior, o que funciona apenas parcialmente por causa de eventos que ele não experimentou na linha do tempo anterior, como ser ensinado a ler e escrito por Ram. Durante as tarefas, o relacionamento de Subaru e Ram se aprofunda, o que parece incomodar Rem. Enquanto fazia compras, Rem diz a Subaru que sua dedicação a sua irmã Ram é como um "demônio fanático" e então pergunta a Subaru o que ele pensa sobre demônios. Como Rem e Ram estão ocupados, Emilia ensina Subaru a ler / escrever, e ele novamente a convida para um encontro na vila para ver as crianças, o cachorro e os campos de flores. Naquela noite, Subaru tenta ficar acordado, pensando em suas ações na nova linha do tempo, percebendo que corrigiu e perdeu certos eventos da anterior. No entanto, ele adormece e acorda abruptamente no meio da noite sentindo-se violentamente doente. Ele cambaleia pela mansão e enquanto se esforça para andar por um corredor, ele é atacado por um agressor invisível e cruelmente morto. |          | |                                 |                   |                      |
| 6 | 6        | "O Som das Correntes" Transcrição: " Kusari no Oto " ( japonês : 鎖の音 )                                                                                | Hideyo Yamamoto                 | Yoshiko Nakamura  | 9 de maio de 2016    |
| Subaru acorda abruptamente em seu quarto pela terceira vez, com seus ferimentos curados novamente. Percebendo que tem quatro dias antes que o atacante ataque novamente, ele escolhe o papel de um convidado na mansão de Roswaal. Ele pergunta a Beatrice sobre a magia que pode enfraquecer e matar, e ela propõe duas causas possíveis: uma maldição, que ela considera improvável, ou drenar mana, que ela acha que apenas ela e Puck dentro da mansão podem fazer. Ela também revela que ela o curou quando ele chegou à mansão. Em uma conversa com Ram, Subaru conta a ela um conto popular no qual um demônio azul sacrificou sua própria reputação para ajudar seu amigo, um demônio vermelho. Ram comenta que ambos os demônios eram tolos e Subaru e Ram discordam sobre as mensagens dentro da história. Subaru diz que com seus livros de contos populares ele aprendeu sobre as lendas do dragão e do reino, e a história da Bruxa Ciumenta, que Ram se recusa a discutir. Ela também aconselha Subaru a não contar sua história de demônio para Rem. No quarto dia, Subaru decide sair e observar a mansão de um penhasco próximo. Ao pôr do sol, ele é repentinamente atacado por uma bola e uma corrente com pontas pesadas. Ele evita os dois primeiros impactos e agarra a corrente do agressor, que, para seu choque, é Rem. |          | |                                 |                   |                      |
| 7 | 7        | "O Recomeço de Natsuki Subaru" Transcrição: " Natsuki Subaru no Risutāto " ( japonês : ナツキ・スバルのリスタート )                                      | Yoshito Mikamo                  | Yoshiko Nakamura  | 16 de maio de 2016   |
| Rem tortura Subaru, suspeitando que ele pertence a uma facção contra Emilia e afirma que ele tem cheiro de bruxa antes de matá-lo. Subaru reinicia mais uma vez na mansão, e com medo encontra Ram e Rem novamente. Subaru tenta contar a Emilia sobre seu 'Retorno pela Morte', mas assim que ele fala, uma sombra negra com as mãos o domina. Dois dias depois, Beatrice também afirma que ele tem um forte cheiro de bruxa sobre ele, mas Subaru pede que ela garanta sua segurança na quarta noite, com o que ela concorda. Ele passa a noite em segurança, mas na manhã seguinte descobre que Rem está morto, deixando Ram abatido pela dor. Ram suspeita de Subaru e tenta atacá-lo, mas Beatrice o protege por causa de seu contrato. Subaru foge para um penhasco onde Beatrice se aproxima dele e o informa que as empregadas estão incompletas com um desaparecido, e se oferece para ajudá-lo a escapar do território. Ram também chega ao penhasco, jurando matar Subaru. Acreditando que sua própria covardia levou à tragédia de Rem, e que ele se preocupa com os habitantes da mansão, Subaru pula do penhasco para a morte anunciando que salvará todos eles. |          | |                                 |                   |                      |
| 8 | 8        | "Chorei, Chorei Até Ficar sem Ar, Então Parei de Chorar" Transcrição: " Naite Naki Wameite Naki Yandakara " ( japonês : 泣いて泣き喚いて泣き止んだから ) | Manabu Okamoto                  | Masahiro Yokotani | 23 de maio de 2016   |
| Subaru é reiniciado novamente. Percebendo que seu nível de confiança com as irmãs gêmeas é importante, ele pede para trabalhar na mansão como mordomo novamente. Enquanto faz uma pausa no trabalho, Subaru pede a Puck para ensiná-lo a usar magia para derrotar a entidade misteriosa que trabalha nos bastidores, que ele acredita ser um xamã. Puck analisa o mana de Subaru para determinar seu atributo e descobre que ele é 'sombra'. Subaru aprende com Beatrice a lenda terrível da Bruxa Ciumenta, Satella, e deduz que as intenções de Emilia na primeira linha do tempo deveriam ser excluídas da eleição real. Durante seu treinamento, Subaru se esforça para utilizar a magia. Continuando seu trabalho como mordomo, ele se esforça mental e fisicamente para ganhar a confiança das duas criadas e adormece deitado no colo de Emília, chorando. Naquela noite, Subaru acorda e pergunta a Beatrice sobre a detecção de maldições, aprendendo que as maldições devem ser ativadas por meio do contato físico, e por meio dessa informação ele deduz com alegria que a maldição veio da vila. No dia seguinte, Subaru volta ao trabalho e faz com que os gêmeos concordem em ir com ele para a aldeia. |          | |                                 |                   |                      |
| 9 | 9        | "O Significado da Coragem" Transcrição: " Yūki no Imi " ( japonês : 勇気の意味 )                                                                         | Hiroyuki Tsuchiya               | Yoshiko Nakamura  | 30 de maio de 2016   |
| Subaru visita a aldeia com Ram e Rem com o objetivo de encontrar o culpado quando o cachorro o morde novamente. Quando os três voltam da aldeia, Roswaal sai para pernoitar, o que não acontecia nas linhas do tempo anteriores. Subaru vê Beatrice que confirma que ele está amaldiçoado e rastreia o cachorro que o mordeu. Subaru percebe que as crianças estão em perigo e naquela noite, ele retorna para a aldeia com Rem e descobre que as crianças estão desaparecidas. Eles se aventuram na floresta e encontram todas as crianças, exceto uma, que foi mordida pelo cachorro. Enquanto Rem cura as crianças, Subaru surpreende sua consciência de seu fedor de bruxa, e sai em busca da última criança e é atacado por um Mabeast. Subaru derrota o Mabeast, mas um bando deles o rodeia, controlado pelo cachorro demônio. Rem chega e limpa um caminho de volta para a aldeia, mas as Mabeasts oprimem Rem, que libera o demônio dentro dela e fica furioso. Com Rem prestes a ser morto, Subaru assume o ataque. |          | |                                 |                   |                      |
| 10 | 10       | "Métodos Fanáticos Como o de Um Demônio" Transcrição: " Oni Gakatta Yarikata " ( japonês : 鬼がかったやり方 )                                            | Yoshinobu Tokumoto              | Masahiro Yokotani | 6 de junho de 2016   |
| Subaru acorda no dia seguinte tendo sobrevivido ao ataque com a chegada oportuna de Emilia e Ram. A barreira ao redor da vila é restaurada para mantê-la a salvo de Mabeasts. No entanto, Subaru é afetado por um grande número de maldições entrelaçadas das mordidas que ele recebeu e Beatrice é incapaz de levantá-las todas antes de fazerem efeito. Subaru recebe uma espada dos aldeões e se dirige para a floresta com Ram para matar o cachorro que controla os Mabeasts, suspender as maldições sobre ele e encontrar Rem. Para sua decepção, Ram revela a Subaru que ela não tem um chifre de demônio como Rem e é menos poderosa. Subaru atrai os Mabeasts ao tentar revelar a verdade sobre seu Retorno pela Morte. Subaru e Ram são perseguidos e caem em um penhasco, onde são recebidos por um bando de Mabeasts e um Rem furioso. Usando informações fornecidas por Ram, Subaru põe em ação um plano para acertar a buzina de Rem para que ela recupere seus sentidos. |          | |                                 |                   |                      |
| 11 | 11       | "Rem" Transcrição: " Remu " ( japonês : レム ) | Daigo Yamagishi                 | Masahiro Yokotani | 13 de junho de 2016  |
| No passado, Ram e Rem viviam em uma vila de demônios onde o nascimento de gêmeos é considerado tabu. Ram era um prodígio, enquanto Rem lutava contra a vida. Um dia, o chifre de Ram foi cortado pelo Witch Cult e Rem tem se culpado desde então. De volta ao presente, Rem recupera seus sentidos depois que Subaru a deixa inconsciente. Subaru, Ram e Rem fogem dos Mabeasts, mas encontram o cachorrinho xamã por trás do ataque. Para que os gêmeos possam escapar, Subaru fica para lutar contra o xamã, que se transformou em uma fera terrível. Subaru esfaqueia o xamã com sua espada quebrada, mas o ataque não é eficaz. Quando Subaru está prestes a ser morto, Roswaal chega para derrotar o xamã e os Mabeasts restantes, o que também remove as maldições em Subaru. De volta à mansão, Subaru acorda com Rem no quarto, e Subaru diz a Rem para continuar vivendo para o futuro ao invés de sentir pena de si mesma, fazendo com que ela se apaixone por ele. Naquela noite, Subaru pede novamente a Emilia para ir a um encontro com ele para a aldeia no dia seguinte e ela concorda. |          | |                                 |                   |                      |
| 12 | 12       | "Retorno à Capital" Transcrição: " Sairai no Ōto " ( japonês : 再来の王都 )                                                                              | Daisuke Takashima               | Masahiro Yokotani | 20 de junho de 2016  |
| O episódio começa uma semana após o incidente da mabeast com Subaru e Emilia voltando de um passeio matinal com as crianças da vila de Arlam. Depois de retornar à mansão, Emilia é convocada para a capital e as duas são escoltadas até a capital por Wilhelm e Félix. Na capital, Subaru encontra o vendedor de frutas e compra um saco de maçãs. Eles então encontram Julius e a visão dele beijando cavalheirescamente a mão de Emilia causa uma reação de ciúme em Subaru. Subaru então testemunha uma jovem ruiva, Priscilla sendo perseguida pelos mesmos três bandidos que o mataram nos cronogramas anteriores. Ele entra no beco para salvá-la, mas os bandidos fogem quando o Velho Rom aparece à procura de Felt, que Subaru diz ter sido levado por Reinhard. Mais tarde, Emilia insiste que Subaru não a acompanhe ao castelo onde se reunirão os candidatos para a próxima eleição real. No entanto, no dia seguinte, Subaru quebra sua promessa e aceita um passeio ao castelo na carruagem de Priscilla como seu servo maçã. No castelo, Emilia fica chocada ao ver Subaru com Priscilla, que chama Subaru de seu criado. Enquanto Emilia, Priscilla, Anastasia e Crusch esperam, e para surpresa de todos, Reinhard apresenta Felt como o quinto e último candidato. |          | |                                 |                   |                      |
| 13 | 13       | "Cavaleiro Autointitulado Natsuki Subaru" Transcrição: " Jishō Kishi Natsuki Subaru " ( japonês : 自称騎士ナツキ・スバル )                               | Kazuomi Koga                    | Masahiro Yokotani | 27 de junho de 2016  |
| Os nobres ficam surpresos ao saber que Felt é proveniente das favelas, o que causa tensão entre eles e os Cavaleiros Imperiais. Felt declara que não participará da eleição real e escolhe brigar com os outros candidatos. Quando Emilia é criticada por ser meio-elfo, Subaru declara que ele é o cavaleiro de Emilia, insultando acidentalmente os Cavaleiros de Lugunica e ofendendo Julius. O Velho Rom entra na sala do trono para levar Felt embora, embora seja facilmente capturado. Em uma tentativa desesperada de salvá-lo, Felt concorda em entrar na eleição real e declara que destruirá a nação atual quando vencer. Depois, Julius desafia Subaru para um duelo com espadas de madeira por causa de seu insulto aos Cavaleiros Imperiais e vence Subaru em uma batalha unilateral. Quando Subaru acorda, Emilia diz a ele para ficar na capital para se recuperar, já que ela e Roswaal voltam para a mansão. Quando Subaru se recusa, Emilia pergunta sobre seus motivos para ir tão longe para ajudá-la, mas Subaru não consegue contar a ela sobre sua habilidade nem o que aconteceu na primeira linha do tempo. Emilia então acusa Subaru de tentar ajudar a si mesmo sob o pretexto de ajudá-la, acreditando ser indigna de felicidade por ser uma meio-elfa. Isso resulta em Subaru perdendo sua sanidade, atacando verbalmente Emilia com suas experiências nas outras linhas do tempo e alegando que Emilia deve a ele muito mais do que ele já devia a ela. Incapazes de se entenderem, nem de confiar mais em Subaru, Emilia decide terminar a amizade. |          | |                                 |                   |                      |
| 14 | 14       | "A Doença Chamada Desespero" Transcrição: " Zetsubō to iu Yamai " ( japonês : 絶望という病 )                                                             | Mamoru Taisuke                  | Eiji Umehara      | 4 de junho de 2016   |
| Três dias após a Seleção do Candidato Real, Subaru e Rem ficam na mansão Karsten para se recuperar e receber tratamento. Frustrado com sua fraqueza, Subaru treina obsessivamente com Wilhelm van Astrea, mas mostra pouca melhora. Reinhard vem se desculpar com Subaru e pede que ele se reconcilie com Julius, mas Subaru se recusa. Subaru e Rem vão para a cidade e encontram Kadomon, o vendedor que diz que as pessoas não apoiarão Emilia para a eleição real por causa de sua ligação com a Bruxa Ciumento. À noite, nos drinques, Crusch diz para ele ser mais otimista e Felix diz que ele deve dar um jeito de se reconciliar com Emília. Rem diz a eles que por meio de sua conexão com Ram, algo está acontecendo no domínio de Mathers. Subaru e Rem decidem voltar para a mansão de Roswaal, mas enquanto fica em um hotel, Rem sai durante a noite para ajudar sozinha na esperança de proteger Subaru. Ao saber disso, Subaru contrata um carroceiro chamado Otto Suwen para levá-lo até a mansão, mas ao anoitecer, o dragão terrestre de Otto se recusa a continuar. Subaru caminha sozinho e encontra um grupo de humanos com mantos escuros e encapuzados que cercam Subaru antes de desaparecer. Ao amanhecer, ele chega ao vilarejo de Arlam, e encontra cadáveres em todos os lugares, e quando chega à mansão, fica perturbado ao ver o corpo de Rem. |          | |                                 |                   |                      |
| 15 | 15       | "A Face da Loucura" Transcrição: " Kyōki no Sotogawa " ( japonês : 狂気の外側 )                                                                          | Hiroyuki Tsuchiya               | Eiji Umehara      | 11 de junho de 2016  |
| Subaru entra na mansão para encontrá-la cheia de corpos, incluindo Ram e as crianças que ele salvou, e eventualmente descobre um quarto gelado onde ele congela até a morte. Ele reinicia com uma nova linha do tempo na barraca do vendedor novamente, onde ele abraça Rem e fica catatônico. Crusch e Felix podem curá-lo fisicamente, mas infelizmente não podem ajudar com seu estado mental. Rem e Subaru voltam para casa, mas seu carrinho é emboscado pelo Culto das Bruxas e enquanto Rem luta contra eles, um foge com o Subaru inconsciente. Subaru se encontra acorrentado e encontra seu líder, o maníaco Petelgeuse Romanée-Conti. Rem encontra o ponto de encontro e tenta destruir Petelgeuse e seus homens, mas sem sucesso. Rem é então torturado por Petelgeuse e depois deixado em uma bagunça, com os braços e as pernas mutilados e quebrados. Petelgeuse deixa Subaru para morrer; no entanto, Rem, com a pouca vida que ela tem, usa magia para cortar as correntes e então diz a Subaru para "viver" antes de morrer. Subaru carrega o corpo de Rem para a mansão, vendo pilhas de corpos ao longo do caminho. Ele finalmente chega à mansão, apenas para encontrar um Ram morto antes de um Puck monstruoso que aparece do lado de fora da mansão e diz a Subaru para "dormir junto com minha filha" e decapita-o. Subaru então reaparece na tenda do vendedor novamente e amaldiçoa Petelgeuse. |          | |                                 |                   |                      |
| 16 | 16       | "A Ganância de Um Porco" Transcrição: " Buta no Yokubō " ( japonês : 豚の欲望 )                                                                          | Yoshinobu Tokumoto              | Yoshiko Nakamura  | 18 de junho de 2016  |
| Sabendo que o culto de Petelgeuse vai atacar a mansão e a vila em três dias, Subaru busca a ajuda das outras candidatas a princesa. Ele primeiro pede a ajuda de Crusch, mas ela não tem nada a ganhar em salvar sua rival Emilia e não tem intenção de ajudar Subaru, que ela sente que está sendo movida pelo ódio e pela loucura. Em seguida, ele pergunta a Priscila e é instigada a lamber o pé dela, sem saber que é uma piada. Subaru obedece e Priscilla o chuta violentamente, repreendendo-o por falta de lealdade e devoção a Emilia. Ele então passa por Anastasia nas ruas e se envolve em negociações com ela, mas ele acaba sendo enganado para dar-lhe informações sobre Crusch. Anastasia vai embora deixando Subaru saber que entender o que a outra parte quer é a chave para a negociação. Concluindo que nenhum dos outros candidatos vai ajudar, Subaru decide voltar para a mansão e vila com Rem para evacuar todos. Na viagem de volta, a carroça de Otto fica envolta em névoa e eles encontram a Baleia Branca que o forçou a fazer um desvio na linha do tempo anterior. Subaru percebe que um dos mercadores que o acompanhava desapareceu, mas Otto não tem nenhuma memória dele. |          | |                                 |                   |                      |
| 17 | 17       | "Desgraça ao Extremo" Transcrição: " Shūtai no Hate ni " ( japonês : 醜態の果てに )                                                                      | Yoshito Mikamo                  | Yoshiko Nakamura  | 25 de junho de 2016  |
| Com a Baleia Branca se aproximando, Rem decide se sacrificar para interceptá-la para que Subaru e Otto possam escapar, então ela nocauteia Subaru. Quando ele acorda, Otto diz que não tem memória de Rem. Com a Baleia Branca ainda em perseguição, Subaru percebe que é um Mabeast e, portanto, é atraído por ele. Otto empurra Subaru para fora do vagão e ele quase morre. Mais tarde, Subaru encontra a carroça de Otto e é levado o resto do caminho sozinho pelo dragão terrestre. Na manhã seguinte, os moradores encontram Subaru e ele desmaia. Ele acorda na mansão ao lado de Ram tendo sido curado por Emilia. Quando Subaru conta a Ram sobre Rem, ela não se lembra de sua irmã e quando ele conta a Emilia, ela também não se lembra dela. Furioso, Subaru decide contar a Emilia sobre seu 'Retorno pela Morte', mas ao fazê-lo, tudo escurece e as mãos se estendem e Emilia morre em seus braços. Beatrice entra e em vez de matar Subaru como ele esperava, ela o teletransporta e Emilia para fora da mansão. Petelgeuse e seu culto aparecem e se preparam para destruir Emilia, mas o monstruoso Puck chega perguntando o que planejam fazer com sua filha. |          | |                                 |                   |                      |
| 18 | 18       | "Do Zero" Transcrição: " Zero kara " ( japonês : ゼロから )                                                                                              | Kazuomi Koga                    | Yoshiko Nakamura  | 1 de julho de 2016   |
| O monstruoso Puck mata Petelgeuse e seu culto, então congela Subaru até a morte como punição por deixar Emilia morrer, privando a razão de Puck de viver. Um Subaru desesperado reinicia novamente na barraca do vendedor. Rem percebe uma mudança repentina em seu comportamento e Subaru a puxa de lado e pede que ela fuja com ele, mas ela se recusa, pois ela só faria isso com o Subaru que ela conhece, e não o seu eu atual. Ele se repreende pela vida que desperdiçou e por sua ineficácia em ajudar aqueles de quem gosta, mas Rem professa seu amor por ele, embora ela entenda que o coração de Subaru pertence a Emilia. Através da crença de Rem nele, Subaru supera sua tristeza e desespero. Com sua determinação renovada, ele se propõe a se tornar um herói, querendo começar do zero. |          | |                                 |                   |                      |
| 19 | 19       | "Batalha Contra a Baleia Branca" Transcrição: " Hakugei Kōryaku Sen " ( japonês : 白鯨攻略戦 )                                                           | Daisuke Takashima               | Eiji Umehara      | 8 de julho de 2016   |
| Na nova linha do tempo, Subaru muda sua abordagem, decidindo derrotar a Baleia Branca antes de ir atrás do Culto da Bruxa. Sabendo quando a Baleia Branca atacará na linha do tempo anterior, Subaru oferece ao acampamento de Crusch uma aliança para lutar contra a Baleia Branca em troca de direitos de mineração compartilhados de pedras mágicas no domínio de Roswaal. Ela concorda quando Subaru usa seu celular para mostrar a hora e o local do ataque e se oferece para atrair a baleia para si. O acampamento de Anastasia também concorda em se juntar à campanha, considerando a presença da baleia como prejudicial aos seus interesses também. Crusch está impressionado com sua habilidade em reunir apoio, e Wilhelm avisa Subaru que sua esposa Theresia, a Santa da Espada, foi morta pela Baleia Branca criada pela Bruxa Invejosa e dedicou sua vida para derrotá-la. No dia seguinte, Subaru e Rem, montando um dragão terrestre chamado Patrasche, com os exércitos dos acampamentos de Crusch e Anastasia, dirigem-se à árvore Flugel para esperar o aparecimento da baleia. Naquela noite, a baleia aparece no momento em que Subaru disse que faria e a batalha começa. |          | |                                 |                   |                      |
| 20 | 20       | "Wilhelm van Astrea" Transcrição: " Viruherumu van Asutorea " ( japonês : ヴィルヘルム・ヴァン・アストレア )                                             | Hiroyuki Tsuchiya               | Eiji Umehara      | 15 de julho de 2016  |
| A batalha com a Baleia Branca começa com o banisher noturno disparado para mudar temporariamente a aparência do céu noturno para diurno. Subaru e Rem puxam a baleia para eles com os exércitos Crusch e Anastasia atacando a baleia, e Wilhelm cortando a baleia à queima-roupa na esperança de prendê-la. No entanto, a baleia ainda está flutuando no céu após esses ataques e libera uma névoa de glândulas em sua pele. Subaru e Rem escapam de uma explosão de névoa, que Subaru percebe que apaga a existência de uma pessoa, chamando-a de 'Névoa de Eliminação'. Os exércitos começam a perder soldados e Subaru grita seu 'Retorno pela Morte' para atrair a baleia em sua direção e longe dos soldados feridos. A unidade de Wilhelm e Ricardo segue Subaru e ataca implacavelmente a baleia, mas sofre contratempos quando Wilhelm é engolido por ela e Ricardo fica gravemente ferido. À medida que o nevoeiro diminui, três baleias são vistas flutuando no céu. |          | |                                 |                   |                      |
| 21 | 21       | "Uma Aposta Que Desafia o Desespero" Transcrição: " Zetsubō ni Aragau Kake " ( japonês : Zetsubō ni Aragau Kake )                                        | Yoshinobu Tokumoto              | Eiji Umehara      | 22 de julho de 2016  |
| Os exércitos ficam desmoralizados com o aparecimento de três baleias. Enquanto corre com Crusch e observa os exércitos lutando contra duas baleias que os atacam, Subaru nota a diferença na força de combate e no olho esquerdo cortado em todas as três baleias. Isso o leva a concluir que duas baleias são doppelgangers da terceira que está mantendo distância dos exércitos e que precisam derrotar aquela. Para puxar a baleia para o chão, Rem lança o Subaru em um fragmento de gelo em direção à baleia. Subaru o provoca e então cai no chão, usando seu cheiro de Bruxa para atraí-lo para ele e para a árvore Flugel. Rem captura Subaru, e os exércitos usam magia e explosivos para cortar a base da árvore, derrubando-a na baleia que passa. Imobilizado pela árvore, Wilhelm ataca violentamente a baleia, matando-a e vingando a morte de Theresia, fazendo com que os outros dois desapareçam. Com a baleia derrotada, Subaru volta sua atenção para seu objetivo original de salvar Emilia e os aldeões do Culto das Bruxas. Em reconhecimento de sua coragem, os campos de Crusch e Anastasia fornecem alguns soldados e cavaleiros para Subaru destruir o culto que inclui Wilhelm, Felix e os irmãos Pearlbaton, enquanto os feridos e fracos (incluindo Rem) viajam de volta. Um grupo de mercenários de Anastasia fornece mais reforços, apenas para Subaru saber que Julius está entre eles. |          | |                                 |                   |                      |
| 22 | 22       | "Um Instante de Preguiça" Transcrição: " Taida Issen " ( japonês : 怠惰一閃 )                                                                            | Mamoru Taisuke, Kenji Takahashi | Masahiro Yokotani | 29 de julho de 2016  |
| Depois de trocar insultos com Julius, Subaru se reconcilia com ele um pouco. O ataque de Subaru ao Culto da Bruxa começa se aproximando de Petelgeuse usando seu cheiro da Bruxa, o que faz Petelgeuse acreditar que Subaru é o Arcebispo do Orgulho. Quando Petelgeuse percebe que Subaru não tem o Evangelho que deveria ter recebido como arcebispo e diz que o profanou, Petelgeuse perde completamente a compostura. Com a guarda baixa, Mimi e Tivey lançam um ataque surpresa para destruir o esconderijo e Wilhelm mata Petelgeuse enquanto o resto de sua banda vai atrás dos dez discípulos de Petelgeuse ou Fingers. No entanto, a alma de Petelgeuse ainda está presente em um dos Fingers que ataca, usando Mãos Invisíveis para matar alguns da banda e capturar Subaru. Felizmente, o dedo é distraído por um pequeno espírito e Wilhelm a mata e resgata Subaru. Subaru está chateado com seu erro crítico que permitiu que soldados morressem, mas Wilhelm diz a ele para continuar lutando. Enquanto Otto e sua guilda mercante cavalgam para evacuar as pessoas da mansão e da vila, Felix diz a Subaru para fazer as pazes com Julius. Conforme Subaru se aproxima de Julius, ele se encontra repentinamente sozinho na estrada envolto em uma névoa azul e Ram aparece misteriosamente em um penhasco acima segurando uma flor azul brilhante. |          | |                                 |                   |                      |
| 23 | 23       | "Abominável Preguiça" Transcrição: " Akuratsu naru Taida " ( japonês : 悪辣なる怠惰 )                                                                    | Yoshinobu Tokumoto              | Masahiro Yokotani | 5 de agosto de 2016  |
| Subaru é envolvido por uma névoa azul e atacado por plantas, mas é salvo da ilusão pelo mesmo espírito minúsculo chamado La que Julius colocou em Subaru para protegê-lo. Após Julius libertar o resto dos soldados e mercadores do encantamento, Subaru é atacado por Ram, que pensa que ele abandonou Emilia. Quando o mal-entendido é esclarecido, Subaru tenta iniciar a evacuação dos aldeões. Eles desconfiam dele e de Emilia, mas Ram intervém e os convence a irem embora. Durante a evacuação, Felix descobre que um comerciante faz parte do Culto das Bruxas e se autodestrói, nocauteando Subaru. Quando Subaru acorda, ele percebe que a vila está sendo atacada pelo Culto das Bruxas e que o poder do Arcebispo da Preguiça pode ser transferido para outros Fingers que estão entre os mercadores. Ao enfrentar o dedo final, Emília aparece e o derrota. Após a batalha, quando La abandona Subaru de repente, ele entra em pânico e corre para a floresta. Felix e Julius o perseguem, mas o corpo de Subaru é possuído por Petelgeuse. Subaru luta por tempo suficiente para pedir a Felix e Julius para matá-lo. Eles concordam relutantemente e quando Júlio está prestes a matá-lo, a cena muda para Emilia na aldeia. |          | |                                 |                   |                      |
| 24 | 24       | "O Cavaleiro Autoproclamado e o Cavaleiro da Piedade" Transcrição: " Jishō Kishi to Saiyū no Kishi " ( japonês : 自称騎士と最優の騎士 )                  | Yoshito Mikamo                  | Yoshiko Nakamura  | 12 de agosto de 2016 |
| Com a morte de Subaru, ele surpreendentemente volta à reunião de estratégia na manhã após a batalha da Baleia Branca. Agora ciente de que o culto pode possuir outros, ele formula uma nova estratégia para tirar os dedos primeiro antes de ir atrás de Petelgeuse. Wilhelm passa pela mansão para esclarecer o mal-entendido da carta e para ordenar a evacuação da aldeia. Então Subaru, usando uma capa para mascarar sua presença, chega para dizer a Emilia que um ataque é iminente e a convence a prosseguir com a evacuação. Sabendo que há espiões entre os mercadores, Subaru distribui o plano de evacuação que está duas horas atrasado e o espião é preso. Subaru se aproxima de Petelgeuse em seu esconderijo oferecendo-se para passar pela provação para se juntar ao culto e se tornar um novo recipiente. Quando Subaru é convidado a mostrar seu Evangelho, ele mostra a metia que ele pegou do espião para iniciar o ataque surpresa. Subaru corre, com Petelgeuse e os dedos restantes em sua perseguição. Mimi e Tivey chegam para tirar os dedos, e Subaru puxa Petelgeuse para o fundo do penhasco, de onde ele pulou em uma linha do tempo passada. Julius chega e ataca Petelgeuse, ajudado pela habilidade de Subaru de ver as Mãos Invisíveis. |          | |                                 |                   |                      |
| 25 | 25       | "E é Sobre Isso Que Essa História se Trata" Transcrição: " Tada Soredakeno Monogatari " ( japonês : ただそれだけの物語 )                                 | Masaharu Watanabe               | Masahiro Yokotani | 19 de agosto de 2016 |
| Julius luta com Petelgeuse utilizando artes espirituais para ver as Mãos Invisíveis através dos olhos de Subaru. Petelgeuse tenta mais uma vez ganhar controle sobre o corpo de Subaru. Desta vez, entretanto, Subaru fala seu 'Retorno pela Morte' para que Petelgeuse entre em contato com o espírito de Satella e, ao ser rejeitado pela bruxa, Petelgeuse perde o controle sobre Subaru e é finalmente morto. Ao retornar ao grupo principal, Subaru descobre que os explosivos estão guardados na carroça que leva Emilia e as crianças. Otto se oferece para levar Subaru e alcançar Emilia a tempo de salvá-la. Petelgeuse retorna de surpresa, seu corpo mantido unido pelas Mãos Invisíveis. Subaru incendeia Petelgeuse usando o espírito Ia de Julius, então escreve 'o fim' em seu livro do Evangelho, após o qual Petelgeuse finalmente morre. Alcançando a carroça de Emilia a tempo, Subaru encontra os explosivos sob o chão, depois os carrega em Patrasche até a carcaça da Baleia Branca na base da Árvore Flugel e os joga dentro. Ele fica inconsciente com a explosão massiva quando os explosivos detonam, mas é protegido por seu dragão. Horas depois, Subaru acorda no colo de Emilia e explica seus sentimentos e motivos para querer salvá-la, mesmo quando ela diz que nada fez por ele. Quando ele confessa seu amor por ela, Emilia, chorando lágrimas de alegria, agradece Subaru por salvá-la. |          | |                                 |                   |                      |